# Meridiana (linia lotnicza)
Meridiana – nieistniejąca włoska linia lotnicza z siedzibą w Olbii.
28 lutego 2018 r. linia połączyła się z już nieistniejącą linią Air Italy.

## Porty docelowe
- Czechy
  - Praga (port lotniczy Praga-Ruzyně)
- Francja
  - Paryż (port lotniczy Paryż-Roissy-Charles de Gaulle)
- Hiszpania
  - Barcelona (port lotniczy Barcelona)
  - Madryt (port lotniczy Madryt-Barajas)
- Holandia
  - Amsterdam (port lotniczy Amsterdam-Schiphol)
- Kosowo
  - Prisztina (port lotniczy Prisztina)
- Mołdawia
  - Kiszyniów (port lotniczy Kiszyniów)
- Polska
  - Kraków (port lotniczy Kraków-Balice)
- Stany Zjednoczone
  - Nowy Jork (port lotniczy Nowy Jork-JFK)
- Węgry
  - Budapeszt (port lotniczy Budapest Liszt Ferenc)
- Wielka Brytania
  - Londyn (port lotniczy Londyn-Gatwick)
- Włochy
  - Bolonia (port lotniczy Bolonia)
  - Cagliari (port lotniczy Cagliari-Elmas)
  - Katania (port lotniczy Katania-Fontanarossa)
  - Lampedusa (port lotniczy Lampedusa)
  - Mediolan (port lotniczy Mediolan-Linate)
  - Neapol (port lotniczy Neapol)
  - Olbia (port lotniczy Olbia)
  - Palermo (port lotniczy Palermo)
  - Rzym (port lotniczy Rzym-Fiumicino)
  - Turyn (port lotniczy Turyn)
  - Wenecja (port lotniczy Wenecja-Marco Polo)
  - Werona (port lotniczy Werona-Villafranca)

## Flota

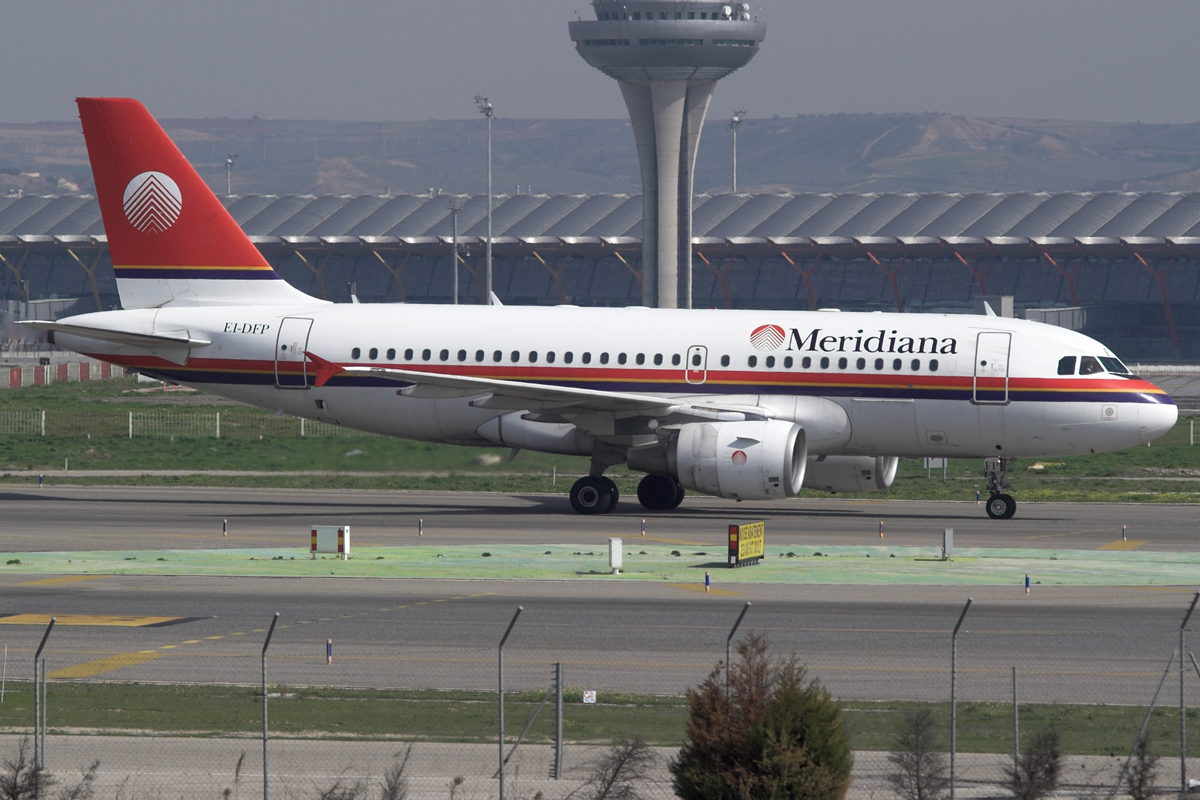
Airbus A319 linii Meridiana

Flota Meridiana Fly składa się z następujących samolotów: